# Denis D'Arcangelo
Pour les articles homonymes, voir D'Arcangelo.
Denis D'Arcangelo est un comédien chanteur français, né le 11 octobre 1964 à Cherbourg (Manche). Il vit à Paris.

## Biographie
Après des études supérieures de mathématiques, Denis D'Arcangelo débute au Bateau Ivre, avec Virginie Lemoine, en 1986, puis au Piano-Zinc, un cabaret gay à Paris. Il y rencontre Philippe Bilheur, metteur en scène et fondateur de la Compagnie du Tapis Franc, avec qui il monte des spectacles de rue à travers la France, comédies inspirées du 7e art et de la chanson française de l'entre-deux-guerres. C'est à cette occasion qu'il crée et peaufine son personnage de Madame Raymonde, truculente et gouailleuse chanteuse des rues, inspirée d'Arletty.
Au cinéma, il a fait une apparition dans le film Les Nuits Fauves de Cyril Collard dans le rôle d'un chanteur réaliste.

## Théâtre
- 2023 : Piège pour un Homme Seul[4],[5], de Robert Thomas, mise en scène de Michel Fau. (Théâtre de la Michodière). Rôle : La Merluche.
- 2023 : Racine de Trois[6],[7], de Pierre Margot, mise en scène de Antoine Marneur. (Off Théâtre, Chartres). Rôle : Mimosa.
- 2018 : La Cage aux Folles[8],[9], de Jean Poiret, mise en scène de Jean-Luc Revol. (Théâtre Tête d'Or, Lyon). Rôle : Tabaro.
- 2017 : L'Ombre de Stella[10],[11], de Pierre Barillet, mise en scène de Thierry Harcourt. (Théâtre du Rond-Point). Rôle : Mylène Janvier. Édité en livre-disque par Camino Verde (2017).
- 2015 : Le Roi Lear[12],[13], de William Shakespeare, adaptation et mise en scène de Jean-Luc Revol. (Théâtre de la Madeleine). Rôle : Le Fou.
- 2010 : Juste pour voir, Procès dans le noir d'Anne-Sarah Kertudo, mise en scène de Gérard Rauber. (Palais de Justice, Paris). Rôle : Le Président.
- 2003 : Victor ou les Enfants au Pouvoir, de Roger Vitrac, mise en scène de Philippe Labonne. (Théâtre du Cloître, Bellac). Rôle : Antoine Magneau.
- 2002 : La Duchesse de Langeais, de Michel Tremblay, mise en scène de Christian Bordeleau. (Le Tango). Rôle-titre.
- 2002 : Le Misanthrope[14],[15], de Molière, mise en scène de Michel Bruzat. (Théâtre de la Passerelle, Limoges). Rôle : Acaste.
- 1998 : Hosanna[14], de Michel Tremblay, mise en scène de Michel Bruzat. (Théâtre de la Passerelle, Limoges). Rôle-titre.
- 1995 : On ne Badine pas avec l’Amour, d’Alfred de Musset, mise en scène de Jean-Marie Doat. (Théâtre de la Digue, Toulouse). Rôle : Maître Blazius.
- 1994 : Gringoire, de Théodore de Banville, mise en scène de Thierry Delhomme. Rôle : Simon Fourniez.
- 1990 : Messe Pour un Sacre Viennois, de Bernard Da Costa, mise en scène de Rodolph Freytt.
- 1986 : L’Envers Vaut l’Endroit, de Virginie Lemoine et Denis D’Arcangelo.

## Spectacles musicaux
- 2024 : Youpi c'est reparti au Zèbre[16], cabaret conçu par Caroline Roëlands. (Le Zèbre de Belleville).
- 2024 : Élixirs ? Pagaille vocale all'italiana[17],[18], opéra de rue, d'après l'Élixir d'Amour de Donizetti, avec la compagnie "À bout de souffle", mise en scène de Patrick Abéjean. (L'Usine, Tournefeuille). Rôle : Dulcamara.
- 2021 : Madame Raymonde et son Gros Orchestre[19],[20], avec Sébastien Mesnil (alias Le Zèbre) à l'accordéon et l'Orchestre de l'Opéra de Rouen-Normandie, direction Hervé Niquet, mise en scène de Juliette. (Opéra de Rouen, Salle Gaveau).
- 2019 : Sacré Pan ! (Peter Pan Goes Wrong)[21], de Henry Lewis, Jonathan Sayer et Henry Shields, adaptation française de Miren Pradier et Gwen Aduh, mise en scène de Gwen Aduh. (Tournée). Rôles : Lorenzo / Mr. Darling / Capitaine Crochet.
- 2019 : Le Gros Diamant du Prince Ludwig (The Comedy About A Bank Robbery)[22], de Henry Lewis, Jonathan Sayer et Henry Shields, adaptation française de Miren Pradier et Gwen Aduh, mise en scène de Gwen Aduh. (Théâtre Le Palace). Rôle : Marilyn Monaghan.
- 2017 : Youpi c'est reparti à La Nouvelle Ève[23], cabaret conçu par Caroline Roëlands. (La Nouvelle Ève).
- 2016 : Youpi c'est dinde farcie, cabaret conçu par Caroline Roëlands. (Théâtre Trévise).
- 2016 : Youpi c'est reparti, cabaret conçu par Caroline Roëlands. (Vingtième Théâtre).
- 2015 : Youpi c'est mercredi, cabaret conçu par Caroline Roëlands. (Vingtième Théâtre).
- 2015 : Les 2G & Guests[24], avec Jean-Luc Revol, mise en scène d’Agnès Boury. (Vingtième Théâtre). Rôle : Georges.
- 2014 : Lady Raymonde[25], avec Sébastien Mesnil (alias Le Zèbre) à l'accordéon et au piano, mise en scène de Juliette. (Vingtième Théâtre).
- 2014 : Mais où est donc passé Nithard ?[26], de Manuel Durand et Sébastien Mesnil, mise en scène de Corinne Benizio. (Festival de Saint Riquier). Rôle : Marie.
- 2014 : Cabaret de Poche, mise en scène de Corinne et Gilles Benizio, alias Shirley et Dino. (Théâtre de Poche-Montparnasse).
- 2013 : El Tigre[27],[28], d’Alfredo Arias et Bruno Coulais, mise en scène d’Alfredo Arias. (Théâtre du Rond-Point). Rôle : Dark.
- 2013 : Les 2G, Artistes de Music-Hall[29], avec Jean-Luc Revol, mise en scène d’Agnès Boury. (Théâtre du Petit Saint Martin). Rôle : Georges.
- 2013 : Follies[30],[31], de Stephen Sondheim et James Goldman, mise en scène d’Olivier Bénézech. (Opéra de Toulon). Rôle : Solange Lafitte.
- 2012 : La Belle Hélène[32], de Jacques Offenbach, mise en scène de Corinne et Gilles Benizio, alias Shirley et Dino. (Opéra royal de Wallonie, Liège). Rôles : Ménélas / Bacchis.
- 2012 : Les 2G, Artistes de Music-Hall[29], avec Jean-Luc Revol, mise en scène d’Agnès Boury. (Théâtre du Balcon, Avignon). Rôle : Georges.
- 2011 : La Belle Hélène[33],[32], de Jacques Offenbach, mise en scène de Corinne et Gilles Benizio, alias Shirley et Dino. (Opéra national de Montpellier). Rôles : Ménélas / Bacchis.
- 2011 : Madame Raymonde : Mes Plus Grands Succès[34], avec Sébastien Mesnil (alias Le Zèbre) à l'accordéon. (Vingtième Théâtre).
- 2010 : La Nuit d'Elliot Fall[35],[36], de Vincent Daenen et Thierry Boulanger, mise en scène de Jean-Luc Revol. (Vingtième Théâtre). Rôle : Préciosa. Nomination au Molière du Théâtre Musical.
- 2009 : Madame Raymonde Exagère[37],[38], avec Sébastien Mesnil (alias Le Zèbre) à l'accordéon. (Vingtième Théâtre).
- 2008 : Madame Raymonde Revient[39], avec Sébastien Mesnil (alias Le Zèbre) à l'accordéon. (Vingtième Théâtre). Marius du Meilleur Musical (catégorie spectacle musical).
- 2007 : Révolution, de Ludovic-Alexandre Vidal et Julien Salvia. (Vingtième Théâtre - Festival des Musicals de Paris). Rôle : Victor Gestain.
- 2007 : Le Cabaret des Hommes Perdus, de Christian Siméon et Patrick Laviosa, mise en scène de Jean-Luc Revol. (Pépinière Opéra). Rôle : Le Destin. Marius du Meilleur Musical (catégorie théâtre), Molière de l’Auteur Francophone Vivant, Molière du Théâtre Musical, Nomination au Molière du Metteur en Scène, Prix d'Interprétation au Festival d'Anjou[40].
- 2006 : Le Cabaret des Hommes Perdus[41], de Christian Siméon et Patrick Laviosa, mise en scène de Jean-Luc Revol. (Théâtre du Rond-Point[42]). Rôle : Le Destin.
- 2006 : Chantons dans le Placard[43], de Michel Heim, mise en scène de Christophe et Stéphane Botti. (Le Tango).
- 2006 : Madame Raymonde, avec Sébastien Mesnil (alias Le Zèbre) à l'accordéon. (Vingtième Théâtre).
- 2005 : Vacances[44],[45], avec la compagnie "Les Cyranoïaques", mise en scène de Patrick Abéjean. (Espace Croix-Baragnon, Toulouse).
- 2004 : Bernard Dimey : Roi de Rien[14],[46], mise en scène de Michel Bruzat. (Théâtre de la Passerelle, Limoges).
- 2004 : Lectures Gourmandes, avec la compagnie "Les Cyranoïaques", mise en scène de Patrick Abéjean.
- 2003 : 10 Bons Points = 1 Image[47],[48], avec la compagnie "Les Cyranoïaques", mise en scène de Patrick Abéjean. (La Cave-Poésie, Toulouse).
- 2002 : Râma[49], opéra-ballet de Jean Roudon et Eddy Pallaro, mise en scène d'Arnaud Meunier. (Forum Culturel du Blanc-Mesnil). Rôle : Ravana.
- 2001 : Madame Raymonde, avec Sébastien Mesnil (alias Le Zèbre) à l'accordéon. (Théâtre de la Passerelle, Limoges).
- 2001 : Du Rififi aux Ambassades. (Le China Club).
- 2001 : Cabaret Rouge Baiser, avec la compagnie "Les Cyranoïaques", mise en scène de Patrick Abéjean. (Théâtre de Neuilly sur Seine).
- 2001 : Chez Margot et Théo, mise en scène et chorégraphie d’Anne-Marie Reynault. (Île du Levant).
- 2001 : Du Rififi dans la Soute. (Le China Club).
- 2000 : Et la Fête Continue, de Jacques Prévert, mise en scène de Guillaume Destrem.
- 2000 : Alors, Qu'est-ce Qu'on Fait ?, avec Charlène Duval. (Le Tango).
- 1999 : Amour et Tortilla (Résistances), mise en scène de Guillaume Destrem. Comédie Musicale de rue.
- 1999 : Un Air de… (Cabaret Off), avec la compagnie "Les Cyranoïaques", mise en scène de Patrick Abéjean. (Théâtre de la Cité, Toulouse).
- 1997 : Je ne Hais Plus les Dimanches, soirées cabaret expérimentales. (Le Piano Zinc).
- 1996 : Les Z'années Zazous[50], mise en scène de Roger Louret. (Folies Bergère). Nomination au Molière du Théâtre Musical.
- 1995 : Madame Raymonde Chef de Gang. Spectacle de rue.
- 1992 : 1936 : Madame Raymonde se Paye des Congés. Spectacle de rue.
- 1992 : Nuit au Cabaret, mise en scène de Jean-Pierre Descheix. (Théâtre de la Passerelle, Limoges).
- 1990 : Zone Libre. Spectacle de rue.
- 1989 : Répétition, de Philippe Bilheur.
- 1988 : Croquelardon et Tirevinaigre. Spectacle de rue.
- 1987 : Chansons, d’Yves Navarre. (Le Piano Zinc).
- 1987 : One Machin Chose. (Le Piano Zinc).

## Filmographie
- 2024 : Choisis un Daddy, participation au clip des Vintage Popaul.
- 2020 : Les Engagés XAOC[51],[52] (saison 3), série créée par Sullivan Le Postec, diffusé par France.tv Slash. Rôle : Claude Favre.
- 2019 : À Dessein de te Revoir, de Maxime Gros, Nikon Film Festival. Rôle : La grand-mère.
- 2018 : Les Engagés - saison 2[52], série créée par Sullivan Le Postec, diffusé par Studio 4. Rôle : Claude Favre.
- 2018 : La Farandole des Amoureux, de Maxime Gros, ESRA. Rôle : Hadès.
- 2017 : Quand Je Serai Grand, de Jérémy Circus. Rôle : Daniel Astria.
- 2017 : Les Engagés[52], série créée par Sullivan Le Postec, diffusé par Studio 4. Rôle : Claude Favre.
- 2014 : Moi Qui Duperais le Bon Dieu[53], de Maria Pinto. Rôle : Lecteur du Marquis de Sade.
- 2014 : Madame Raymonde[54], clip du groupe Les Madeleines, réalisation Paul Hemerick.
- 2013 : La Troupe d'un Soir, de Pascal Duchêne, diffusé par France 2. Apparition des 2G.
- 2013 : Follies[30], de Andy Sommer. Captation du Spectacle, diffusé par France 3.
- 2012 : La Belle Hélène[33], de Dominique Thiel. Captation du Spectacle, diffusé par France 3.
- 2011 : La Nuit d'Elliot Fall[35], de Roberto Maria Grassi. Captation du Spectacle, diffusé par France Ô.
- 2009 : Madame Raymonde Exagère[37], de Laurent Préyale et Grégory Herberz. Captation du Spectacle.
- 2009 : 24 Heures dans la Vie d'un Médecin, de Black Coffee, film institutionnel pour Novartis. Rôle : Monsieur Berg.
- 2008 : Bambou[55], de Didier Bourdon. Rôle : Enrique.
- 2008 : 24 Heures dans la Vie d'un Médecin, de Black Coffee, film institutionnel pour Novartis. Rôle : Monsieur Berg.
- 2008 : Madame Raymonde Revient, de Sébastien Tézé. Captation du Spectacle.
- 2007 : Lapsus, d'Arnauld Visinet. Rôle : Le Travesti Agressif.
- 2007 : X Raisons, participation au clip de Christian Kiappe.
- 2007 : Pas de Bras, Pas de Chocolat, de Franck Florino. Pilote. Rôles : Le Psy et le Flic.
- 2007 : Samantha Oups, épisode : Le Marché 2, de Xavier Pujade-Lauraine, diffusé par France 2. Rôle : Le Vendeur de Vitres Incassables.
- 2007 : Le Cabaret des Hommes Perdus[56], d'Olivier Ciappa. Captation du Spectacle.
- 2006 : C+ Gay aux Paradis, de Lionel Bernard, diffusé par Canal + dans le cadre de la 13e Nuit Gay. Rôle : Le Commandant Gabriello.
- 2006 : Flic Side Story, de Xavier Pujade-Lauraine. Pilote.
- 2005 : Les Aventures de Madame Raymonde, de Christophe de Mareuil. Pilotes.
- 2005 : La Classe, diffusé par France 3. Apparitions de Madame Raymonde.
- 2005 : Body Double XXIV[57], de Brice Dellsperger. Rôle : La Food Service Girl.
- 2004 : L'Assassin en a 31, de Jean-Philippe Maran. Rôle : Olga Polski.
- 2004 : À la Recherche de la Folle Perdue, documentaire de Michel Royer, diffusé par Canal + dans le cadre de la 11e Nuit Gay. Rôle : Lui-même (témoignage).
- 2002 : Rosa la Nuit, de Nicolas Cornut. Rôle : Esmeralda.
- 2001 : Une Voix d'Homme, de Martial Fougeron. Rôle : Paulo.
- 2001 : Cartes Postales de Madame Raymonde, de Jean-Jacques Jauffret.
- 2001 : Carte Blanche à Bernard Louargant, diffusé par Zalea TV. Rôle : La Présentatrice.
- 2000 : Arnaques, Fictions et Cinéma, de Jean-François Ferrillon. Rôle : Bob Cénous.
- 1999 : Finie la Comédie, de Martial Fougeron. Rôle : Le Voyeur.
- 1998 : Nos Vies Heureuses, de Jacques Maillot. Rôle : Le Travesti.
- 1998 : Je Vois Déjà le Titre, de Martial Fougeron. Rôle : Paulo.
- 1997 : Body Double VIII[57], de Brice Dellsperger. Rôles : Luke Skywalker et la Princesse Leia.
- 1997 : Oranges et Pamplemousses, de Martial Fougeron. Rôle : Pili.
- 1994 : Tout le Monde est Parfait, de Jean-Jacques Jauffret. Rôle : Cellia.
- 1992 : Les Nuits fauves, de Cyril Collard. Rôle : Le Chanteur Réaliste.
- 1990 : La Magicienne d'Os, 3 épisodes, de Jean Claude Goldschmit. Rôle : La Magicienne.
- 1989 : Prochainement sur vos Écrans, de Rodolph Freytt. Rôle : La Maîtresse.

## Doublage
- 2022 : Bros : Lewis (Harvey Fierstein)

## Discographie
- 2024 : Choisis un Daddy, premier single des Vintage Popaul (participation).
- 2017 : L'Ombre de Stella. Livre-disque de la collection Camino Verde[58]. Enregistré en public.
- 2014 : Les Funambules[59]. Album de Stéphane Corbin. (Participation).
- 2012 : Les 2G, Artistes de Music-Hall. Bande Originale du Spectacle.
- 2007 : Airs... de Charlène. A Tribute To La Duval. Ainsha Prod. (Participation).
- 2006 : Le Cabaret des Hommes Perdus. Bande Originale du Spectacle. Inclus le tube : "Moi, moi, moi". Éditions Marpessa.
- 2002 : Jean Cocteau Chanté par...[60] EPM. Collection Poètes et Chansons. (Participation).
- 1994 : Grosse Fatigue de Michel Blanc. Bande Originale du Film. (Participation).

## Distinctions
- 2021 : Chevalier de l'Ordre National du Mérite[61].
- 2018 : Meilleur acteur dans un second rôle, Rome Web Excellence Awards, pour Les Engagés[62].
- 2018 : Meilleur acteur dans un second rôle, Merit Awards, Catégorie LGBT, pour Les Engagés[62].
- 2015, 2016 et 2017 : Vainqueur du Christmas Song Contest, Catégorie Professionnels.
- 2010 : Sac à Main d’Or au Festival Diva, pour l’ensemble de sa carrière féminine[63].
- 2008 : Marius du Meilleur Musical, catégorie Spectacle Musical, pour Madame Raymonde Revient[64].
- 2007 : Prix d'Interprétation au Festival d'Anjou, pour Le Cabaret des Hommes Perdus[64].
- 1996 : Vainqueur de l'EuroVartovision, pour Lapponia (Finlande)[65].